# 이신열
이신열(李信悅, 1964년 4월 28일~)은 대한민국의 교수이며 신학자이다. 현재 고신대학교에서 조직신학 교수이자 신학대학원 원장이며,  개혁주의 학술원 원장을 역임하있다. 개혁신학의 관점에서 교의학, 윤리학, 과학을 해석하며 칼빈신학과 성령론에 대한 연구도 활발하게 하고 있으며 자연과학과 신학과의 대화를 촉진하는 데 크게 이바지하고 있다 저서로는 『칼빈신학의 풍경』, 『종교개혁과 과학』, 『기독교 윤리학』, 『창조와 섭리』등이 있다. 개혁신학자 이근삼 박사가 그의 부친이다. 요한칼빈탄생500주년기념사업회로 부터 올해의 신학자 상을 받았다.

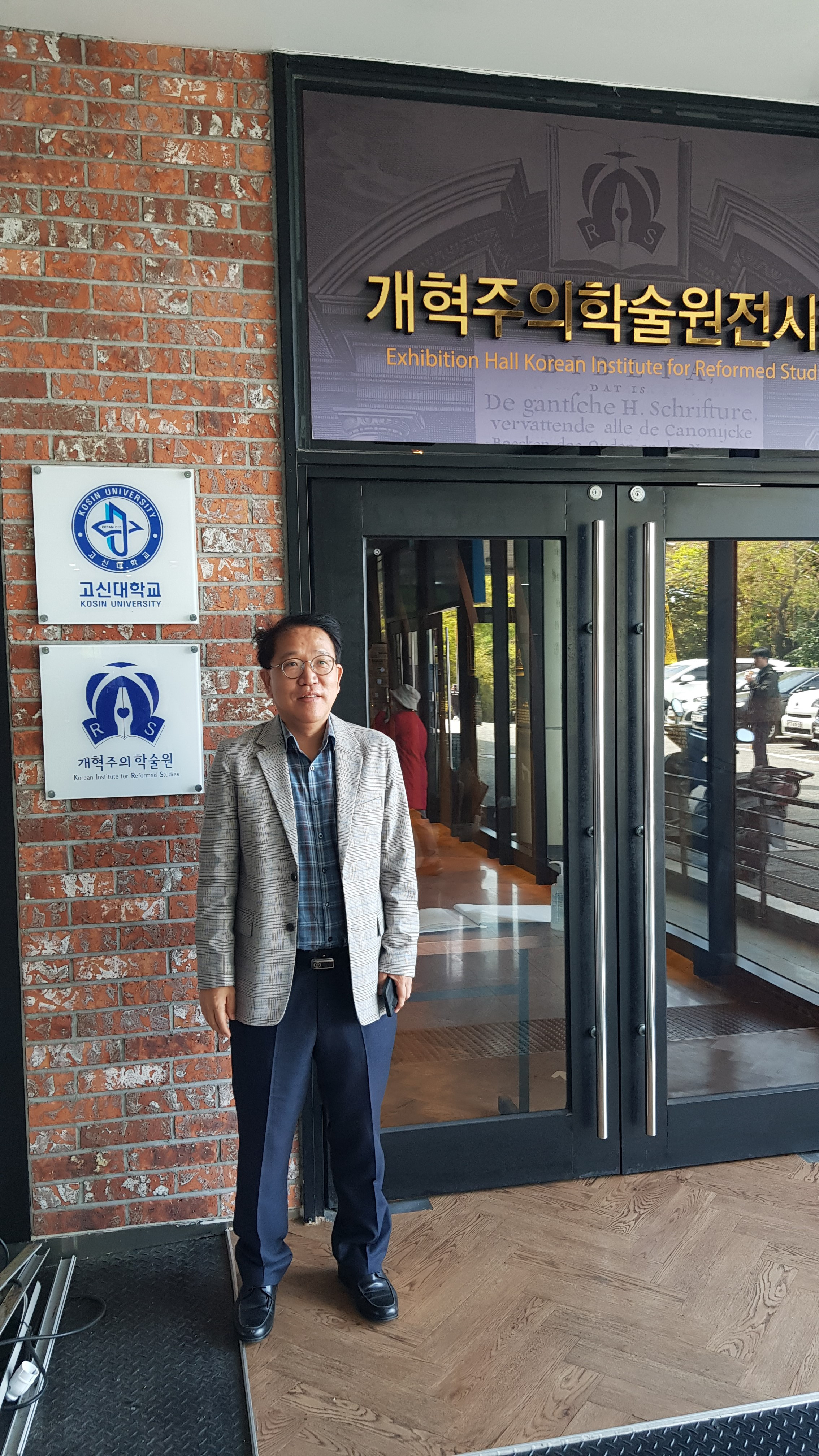
이신열박사, 고신대 개혁주의 학술원

  2022년에

## 학력
- 뉴욕 주립대학교 화학과 (B.A.)
- 비블리칼 신학대학원 목회학 석사(M.Div.)
- 아플도른 신학대학 신학석사 (Drs.)
- 아플도른신학대학 신학박사 (Th. D.)

## 경력
- (현) 고신대학교 신학과 교의학 교수
- (현) 고신대학교 신학대학장
- (현) 고신대학교 개혁주의학술원원장
- (현) 기독교와통일 편집위원장
- (현) 성경과신학 편집위원
- (현) ACTS신학저널 편집위원
- (현) 조직신학연구 편집위원
- (현) 갱신과부흥 편집위원
- (현) 칼빈연구 편집위원
- (현) Origin Research Journal  편집위원

## 저서및 역서
- 『칼빈신학의 풍경』
- 『종교개혁과 과학』
- 『개혁신학의 관점에서 본 기독교 윤리학』이 있으며
- 『과학의 영혼』(저자 : 낸시 피어스 & 찰스 택스턴)
- 『성찬의 신비』(저자 : 키이스 매티슨)
- 『구약 윤리학 ? 구약의 하나님은 윤리적인가?』(저자 : 폴 코판)
- 마크 마테스, 『루터의 신학적 미학: 재평가』(개혁주의학술원, 2024)

## 수상
- 2022년 제 10회 올해의 신학자 수상(요한칼빈탄생500주년기념사업회)

## 같이 보기
- 이근삼
- 개혁주의 학술원
- 한국개혁신학회
- 한국복음주의조직신학회
- 종교개혁500주년기념일
- 한국의 신학자 목록
- 개혁신학자
- 박형룡